# کیت باند
کیت باند (به انگلیسی: Kit Bond) سناتور سابق عضو حزب جمهوری‌خواه ایالات متحده آمریکا بود. وی در سال ۱۹۸۷ تا ۲۰۱۱ میلادی سناتور ایالت میزوری در سنای ایالات متحده آمریکا بود.